# Alloeocranum
Alloeocranum is een geslacht van wantsen uit de familie van de Reduviidae (Roofwantsen). Het geslacht werd voor het eerst wetenschappelijk beschreven door Odo Reuter in 1881.

## Soorten
Het genus bevat de volgende soorten:

- Alloeocranum arboricolum Miller, 1940
- Alloeocranum borneensis Miller, 1940
- Alloeocranum maculosum Distant, 1903
- Alloeocranum quadrisignatum (Reuter, 1881)